# 道伊山
70°42′S 66°0′E / 70.700°S 66.000°E
道伊山（英語：Mount Dowie）是南極洲的山峰，位於麥克羅伯特森地，處於霍林斯赫德山以西7公里，屬於查爾斯王子山脈中阿拉米斯山脈的一部分，現時由南極條約體系管理。